# Noorderbuurt 95 (Drachten)
Villa Noorderbuurt 95 is een voormalige burgemeesterswoning in de Friese plaats Drachten. Het woonhuis is van algemeen cultuur- en architectuurhistorisch belang en staat daarom op de lijst van rijksmonumenten in Drachten.

## Geschiedenis
In 1906 liet de toenmalige burgemeester van Smallingerland Albertus Bruins Slot aan de Stationsweg (voorheen Noorder Straatweg, nu hoek Noorderbuurt-Lange West) een opvallend huis bouwen dat door zijn witte kleur door de bevolking al snel de 'Witte Villa' werd genoemd.

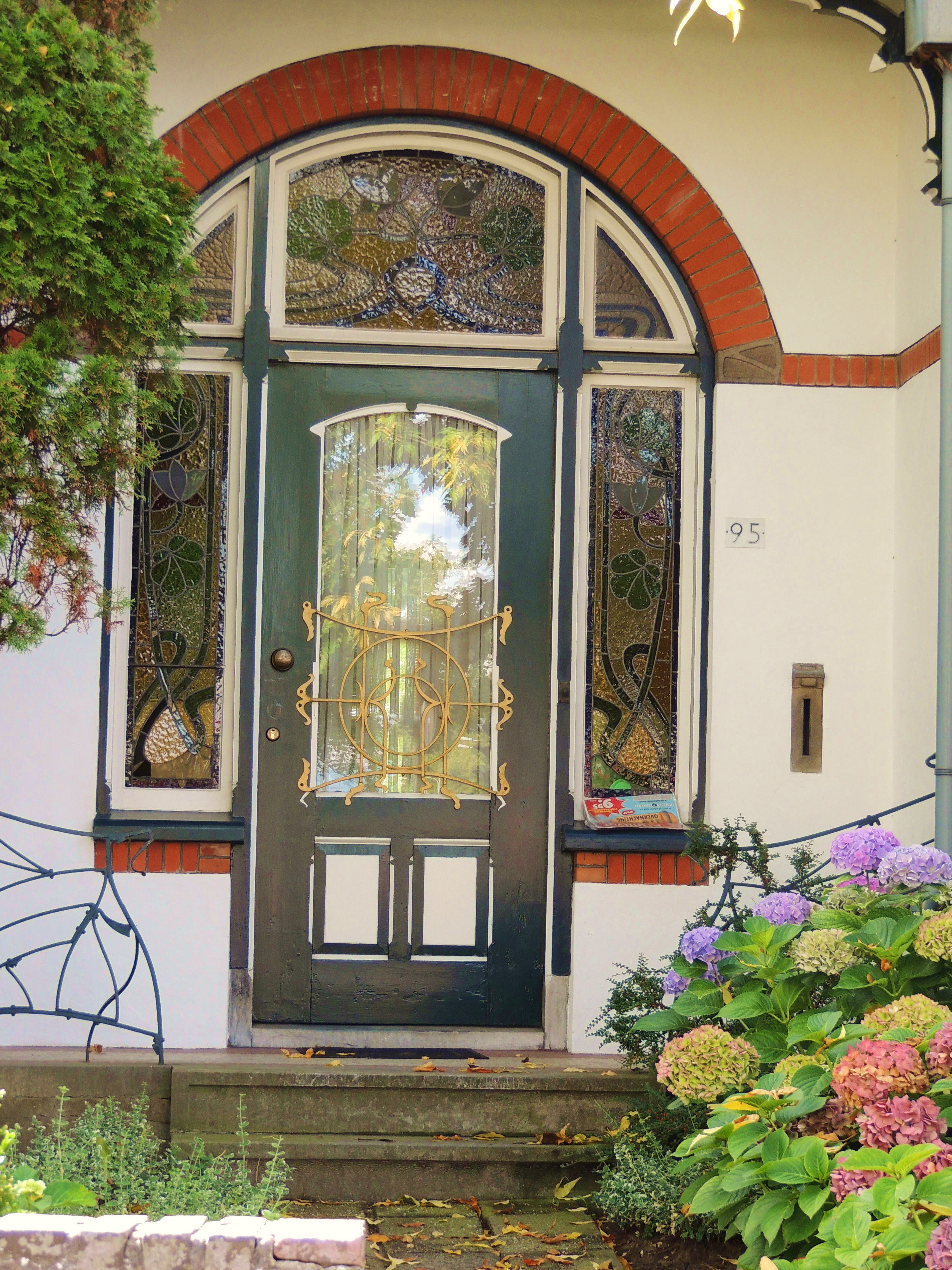
Glas-in-loodramen met leliemotieven en voordeur met ijzerwerk met zweepslagmotief

Het woonhuis in de trant van de jugendstil of art nouveau is gerealiseerd naar een ontwerp van de Groninger architect J.P. Hazeu en ongetwijfeld een van de fraaist bewaard gebleven Jugendstil-woonhuizen in de gemeente Smallingerland of zelfs in de provincie Friesland. Opvallend in de voorgevel is het grote hoefijzervormige venster van de ontvangstkamer, dat voorzien is van glas-in-loodramen met waterleliemotieven. Die bevinden zich ook rond de deur. Naast dit glas-in-lood zijn de expressieve zweepslaglijnen in het ijzerwerk kenmerkend voor de art nouveau.
Na het overlijden van Bruins Slot werd de villa in 1933 in gebruik genomen door de minderbroeders. In de jaren dertig zette de Rooms-Katholieke Kerk de aanval in op de onkerkelijkheid in de Friese Wouden. De monniken begonnen hun missiewerk in 1933 vanuit de Witte Villa tot ze in 1937 het minderbroedersklooster in Drachten in gebruik konden nemen.
In 1937 werd de heer M. de Groot eigenaar en liet het inrichten als onderwijsinstituut. In 1956 is het pand verbouwd, waarbij de indeling van de woning gedeeltelijk werd veranderd ten behoeve van het geven van onderwijs. Met de aanbouw van een leslokaal aan de achterzijde en door de aanleg van de Lange West is de groot aangelegde tuin grotendeels verloren gegaan. Het aangebouwde leslokaal en een nieuwe garage vallen buiten bescherming van rijkswege vanwege de geringe monumentale waarde, evenals de gebogen tuinmuur.
In 2015 is de villa gekocht door enkele families om er weer een woning van te maken.